# Đoàn Tùng
Đoàn Tùng là một xã thuộc huyện Thanh Miện, tỉnh Hải Dương, Việt Nam. Xã Đoàn Tùng công nhận là đô thị loại V. Xã đang phấn đấu thành lập thị trấn Đoàn Tùng. Xã gồm 3 thôn
- Thôn Đầu Lâm (Hay Gọi là Đào Lâm hay Làng Đầu)
- Thôn Phạm Lâm (Hay gọi Làng Thông)
- Thôn Thúy Lâm (Hay gọi là Làng Gừng)
Xã Đoàn Tùng có diện tích 5,77 km², dân số năm 2019 là 8659 người, mật độ dân số đạt 1500 người/km².
- Lịch sử Trước năm 1945, địa bàn xã Đoàn Tùng hiện nay tương ứng với 7 làng xã: Đào Lâm, Thuý Lâm, Phạm Lâm, Đoàn Lâm, La Xá, Cốc, Đông thuộc tổng Đoàn Lâm, huyện Thanh Miện, phủ Bình Giang, tỉnh Hải Dương. Đầu năm 1946, các thôn Đào Lâm, Phạm Lâm, Thuý Lâm tách ra thành xã Đoàn Tùng; các thôn Đoàn Lâm, La Xá, Cốc, Đông tách ra thành xã Thanh Tùng. * Vị trí xã Đoàn Tùng hiện nay:

- Phía Nam giáp với xã Lam Sơn
- Phía Bắc Giáp xã Thanh Tùng
- Phía Đông giáp xã Phạm Kha
-Phía Tây giáp xã Hồng Quang
- Tôn giáo: Phật giáo và thiên chúa giáo

- Thôn Đầu Lâm có:
+Hai nhà thờ (Giáo xứ Đầu Lâm) nằm trên địa bàn xóm Trại
+ Một đình (Đình Đầu) Nằm trên địa bàn xóm Trúc
+ Hai chùa là chùa Mai Trung (giáp với đình Đầu) và chùa Lê Trung (Xóm Lầy)
- Di tích lịch sử Quốc gia Đình và Chùa Đào Lâm được công nhận năm 1990. Lễ hội hằng năm từ ngày 06-09 tháng giêng.
- Thôn Phạm Lâm có một chùa và một miếu. Hàng năm, mồng 9 tháng giêng dân làng mở lễ hội. 5 xóm – xóm Chấm, xóm Cầu, xóm Chùa, xóm Chợ, xóm Dão, mỗi xóm mổ một lợn rước lên cửa Thánh, tổ chức rước nước quanh làng và mở các trò chơi dân gian, cầu mong năm mới bình an, mưa thuận gió hòa.
Miếu Thông thờ Phúc thần Đỗ Uông - Trong khoa thi năm Bính Thìn (1556), niên hiệu Quang Bảo thứ 3, đời vua Mạc Phúc Nguyên, ông đậu Đệ nhất giáp tiến sĩ cập đệ nhị danh (Bảng nhãn). Do có công và thể hiện được tấm lòng tung nên ông được triều đình nhà Lê, Nguyễn nhiều lần ban sắc phong, truy tặng hàng Thái bảo, phong làm Phúc thần và cho lập đình thờ tôn làm Thành hoàng làng Đoàn Lâm để tưởng nhớ công ơn.
- Thôn Thúy Lâm có 1 nhà thờ (Giáo xứ Thúy Lâm)